# Minerva Motors
 For alternative betydninger, se Minerva (flertydig). (Se også artikler, som begynder med Minerva)
Minerva var en belgisk bilproducent, som blev grundlagt af hollænderen Sylvain de Jong i Antwerpen i 1883.
Først producerede virksomheden cykler, men begyndte en produktion af biler i begyndelsen af 1900-tallet.
I 1936 gik firmaet konkurs og blev opkøbt af belgiske Imperia, som brugte mærkenavnet på nogen af de biler de eksporterede til Frankrig og England, samt på Minerva lastbiler.
Efter 2. verdenskrig og frem til 1953 byggede Minerva Land Rover på licens for den belgiske hær. Efter 1956 blev firmaet fuldstændig nedlagt.

## Ekstern henvisning
- Minerva Cars

1. ↑  Navnet er anført på bokmål og stammer fra Wikidata hvor navnet endnu ikke findes på dansk.